# جنبوک
جنبوک یک روستا در ایران است که در شهرستان خوسف واقع شده‌است.